# HeinOnline

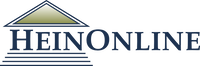
Логотип HeinOnline

HeinOnline — крупнейшая в мире база данных правовых исследований.
Доступ (платный) к этой базе данных имеют 175 стран мира.
В отличие от коммерческих Справочно-правовых систем таких компаний как LexisNexis или Westlaw, предоставляющих услуги практикам, деятельность HeinOnline направлена больше на обеспечение правовой информацией юридических библиотек. Материалы не доступны в текстовой версии, а лишь в PDF (с функцией полнотекстового поиска благодаря технике OCR).
HeinOnline — крупнейший в мире дистрибьютор юридических периодических изданий. 
HeinOnline охватывает более чем 1800 юридических периодических изданий. Кроме своей обширной коллекции юридических журналов, HeinOnline также содержит полное собрание «англ. Congressional Record», полное собрание «United States Reports» (начиная с 1754 года), известные мировые судебные дела (с начала 1700 года), юридическую классику XVI—XX веков, собрание соглашений Организации Объединенных Наций и Лиги Наций, все соглашения США, Федеральный реестр (с момента создания в 1936), Свод федеральных нормативных актов (начиная с 1938) и многое другое.
С момента своего основания в 2000 году фирмой William S. Hein & Co. , HeinOnline стала признанной базой данных правовых исследований.
В 2007 году HeinOnline вошла в Топ-100 «Самых важных компаний в индустрии цифрового контента». В 2009 новый продукт HeinOnline — база данных «Subject Compilations of State Laws Database» был признан Американской ассоциацией юридических библиотек как лучший новый продукт.